# Edmond de Cneudt

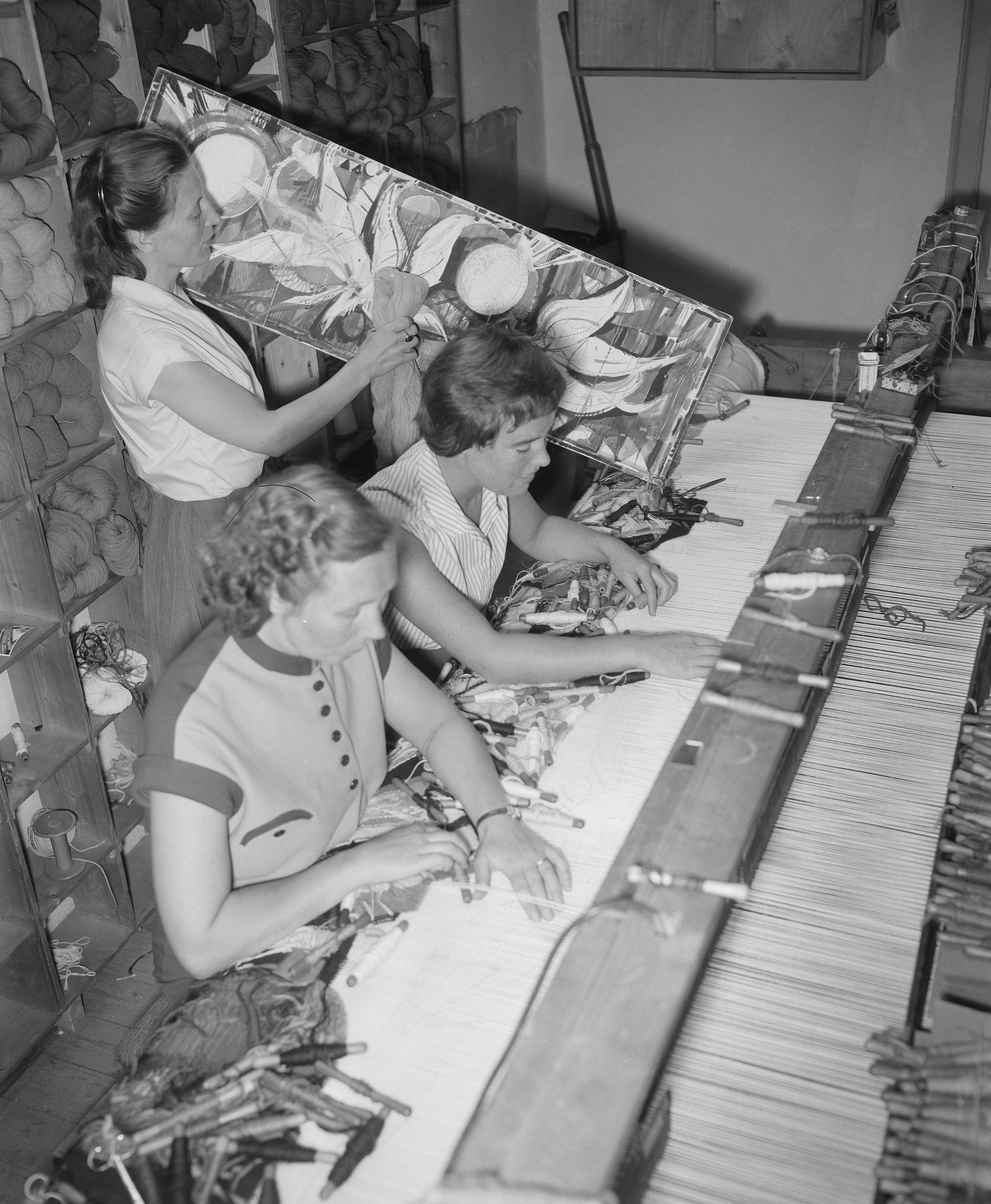
Wandtapijt KLM New York bij Edmond de Cneudt in Baarn

Edmond de Cneudt (Gent, 1 april 1905 - Baarn, 9 maart 1987) was een Belgisch-Nederlands kunstnijveraar, textielontwerper en textielkunstenaar.
Edmond de Cneudt werd in de wijk Ledeberg van Gent geboren als zoon van de Vlaamse dichter Richard de Cneudt en Irma van Damme. In zijn geboorteplaats volgde hij de opleiding aan de Hoger Instituut voor Schone Kunsten. In 1919 week hij met zijn ouders uit naar Den Haag in Nederland. Al binnen een jaar volgde een verhuizing naar Rotterdam, waar vader Richard leraar Frans werd. Hier raakte Edmond bevriend met Andries Copier en Cuno van den Steene. 's Avonds bezocht hij de Haagse Koninklijke Academie van Beeldende Kunsten en de Nederlandsche Kunstweefschool. Vanaf 1937 ging hij naar de Academie van Beeldende Kunsten Rotterdam. Hier volgde hij de opleiding tot leraar tekenen en weven. Zijn opleiding kreeg hij van Jacobus Fernandus Adolphus Sémey. Tot zijn latere leerlingen behoorde Lokke Laurijssens.
In 1932 begon hij een kunstnijverheidsschool in Woerden. Daarnaast ontwierp en maakte hij weefsels die in zijn winkel werden verkocht. Een jaar later begon hij een weefatelier in zijn ouderlijk huis aan de Bergweg. Tot de opdrachtgevers behoorden gerenommeerde bedrijven, maar ook de stad Leiden en voetbalclub Feijenoord. Ook deed hij mee aan diverse tentoonstellingen. Na zijn huwelijk in 1935 vestigde hij zich in 1936 aan het Kerkpad ZZ 55 in Soest. Daar begon hij in het hoofdgebouw van villa Middelwijk een hand- en tapijtweverij. Het bedrijf was gevestigd op de begane grond, De Cneudt woonde met vrouw en kind op de verdieping. Met zijn bedrijf uit Rotterdam kwamen ook enkele Rotterdamse meisjes mee. Al snel vermeerderde het aantal weefgetouwen en kwamen er meisjes uit Soest werken in het atelier. Toen het gebouw na uitbreiding te klein bleek en er onvoldoende daglicht was verhuisde het bedrijf in 1942 naar villa Courbe Voie aan de Eemnesserweg in Baarn. Het grote huis diende als woonverblijf, kantoor en toonkamer, het koetshuis werd gebruikt als weverij, handknoperij en spoelerij. Dit bedrijf zou tussen 1973 en 1983 worden overgenomen door zijn zoon Ric de Cneudt. Voor de werkgelegenheid in Baarn was deze weverij belangrijk. Door de toegenomen concurrentie van goedkopere machinale productie kwam eind 1983 een eind aan de handgemaakte, exclusieve handwerk van De Cneudt.
In zijn weefwerkplaats ontwierp hij interieurtextiel en tapijten. In de jaren dertig maakte hij het wandtapijt voor de nieuwe bestuurskamer van voetbalclub Feyenoord. In 1942 werd door Cuno van den Steene een tapijt ter grootte van ongeveer drie vierkante meter geweven met als titel De Apostel Paulus. In 1950 werd in de weverij een gobelin geweven op basis van de houtgravure Omhulsel uit 1949 van plaatsgenoot M.C. Escher. Deze houtgravure was gebaseerd op het portret van Eschers vrouw Jetta. Het zou later een plaats krijgen in de Technische Universiteit Eindhoven. Een deel van het negentig vierkante meter grote wandtapijt in het stadhuis in Leiden hing eerst enige tijd in het Stedelijk Museum van Amsterdam. In 1957 werd een wandtapijt gemaakt voor KLM New York. Het bedrijf raakte zo bekend dat meerdere kunstenaars een kijkje kwamen nemen. Zo werden bijvoorbeeld tapijten gemaakt van werken van kunstenaar Pieter Wiegersma.
Edmond de Cneudt sloot zich aan bij het Goois Scheppend Ambacht in Hilversum, het Amsterdamse Genootschap van Samenwerkende Ambachtskunstenaars en De Fakkel in Rotterdam waar hij voorzitter van was. In 1949 en 1959 waren in Hilversum tentoonstellingen bij het Goois Scheppend Ambacht.
Werk van De Cneudt wordt onder andere bewaard in het Textielmuseum.